# Howard Kanovitz
Howard Kanovitz (* 9. Februar 1929 in Fall River, Massachusetts; † 3. Februar 2009 in New York City) war ein US-amerikanischer Maler und Grafiker.

## Leben
Der Sohn litauischer, vor den Judenpogromen geflohener Einwanderer, studierte von 1945 bis 1951 Malerei an der Rhode Island School of Design. Danach mietete er in New York ein Atelier, um tagsüber malen zu können. Abends spielte er in Bars Posaune. So hat er sich auf seinem 1956 entstandenen Ölbild Four A.M. Eastern Standard Time als Jazz-Posaunist abgebildet. Er traf mit anderen jungen Malern sowie mit den gerade populären Abstrakten Expressionisten zusammen und wurde Assistent bei Franz Kline. Er bewohnte mit seiner aus der Region stammenden Ehefrau in der Künstlerkolonie in den Hamptons ein selbstentworfenes Haus direkt am Meer. 1962 fand in New York seine erste Einzelausstellung statt. 1969 waren einige seiner Bilder im Museum Ludwig im Rahmen der Ausstellung Art of the 60’s zu sehen. Er beteiligte sich an der Documenta 5 (1972) und der Documenta 6 (1977) in Kassel. Einzelausstellungen widmeten ihm unter anderem 1974 das Lehmbruck-Museum und 1979 die Berliner Akademie der Künste. Von 1981 bis 1985 lehrte er an der School of Visual Arts in New York.

## Stil
In den 1950er Jahren waren Kanovitz' Gemälde dem Abstrakten Expressionismus zuzurechnen. Nach einigen Europareisen wandelte er sich zum gegenständlichen Maler, seit 1963 gehörte Kanovitz zu den wichtigsten Vertretern des Fotorealismus. Anfangs bestand seine Collagen-Technik darin, vorhandene Fotos in seinen Gemälden in anderer Form wieder zusammenzusetzen. Später veränderte er diese Technik dadurch, dass er einzelne Bestandteile seiner Kompositionen räumlich von den Bildern abhob. Eines seiner bekanntesten Werke ist das Bild „Ausstellungseröffnung“, das im Museum Ludwig in Köln zu sehen ist. In den 1970er Jahren schuf Kanovitz zahlreiche Bilder, in denen er die Situation des Fotografen im Atelier zum Thema machte. Waren seine Bilder zu Beginn der 1970er Jahre mit Airbrushtechnik und Schablonen gemalt, um dadurch den fotografischen Effekt zu verstärken, so wandte sich Kanovitz Ende der 1970er wieder stärker der Pastellmalerei zu. Die Frankfurter Rundschau schrieb 1979, Kanovitz offeriere „[i]mmer neue überraschende Konfrontationen, verblüffende Verfremdungseffekte“ und halte „noch viele andere Ironie-Kunststücke bereit“. „Er collagiert (malerisch, zeichnerisch)“, heißt es dort weiter, „Wirklichkeitsausschnitte, und er décollagiert sie, reißt sie aus vertrauten Zusammenhängen heraus, isoliert sie. Er verschränkt, kombiniert verschiedene Ebenen, Räume, Perspektiven. Er arbeitet mit Schnitten, Rissen, Spiegelungen, Ein- und Überblendunden [sic], Überschneidungen.“ Für die Berliner Morgenpost tat sich eine neue Dimension auf: „Kanovitz‘ beste Bilder kopieren freilich nicht nur Wirklichkeit. Sie relativieren sie, geben ihr den Filter einer weiteren Dimension […].“ Die Kunstzeitschrift art charakterisierte seine Werke 1981 als „zwischen Pop Art und elegantem Realismus“ changierend.

## Ausstellungen
- Howard Kanovitz. Visible Difference. Ludwig Museum, Koblenz 2017, ISBN 978-88-366-3616-7 (Katalog).